# 2003 OS33
2003 OS33, também escrito como 2003 OS33, é um corpo menor que está localizado no disco disperso, uma região do Sistema Solar. Ele possui uma magnitude absoluta de 7,8 e tem um diâmetro estimado com cerca de 121 km.

## Descoberta
2003 OS33 foi descoberto no dia 31 de julho de 2003.

## Órbita
A órbita de 2003 OS33 tem uma excentricidade de 0,767 e possui um semieixo maior de 164 UA. O seu periélio leva o mesmo a uma distância de 32,960 UA em relação ao Sol e seu afélio a 106 UA.